# Regal Trophy
 (décembre 2022).
Si vous disposez d'ouvrages ou d'articles de référence ou si vous connaissez des sites web de qualité traitant du thème abordé ici, merci de compléter l'article en donnant les références utiles à sa vérifiabilité et en les liant à la section « Notes et références ».
Le Regal Trophy était une compétition pour les clubs de rugby à XIII britanniques qui s'est déroulée de 1971 à 1996. Elle était réservée au départ aux clubs professionnels. Dans les dernières années, elle fut étendue aux clubs amateurs et français avant leur intégration à la Challenge Cup
Les matchs avaient lieu au début de la saison avec une finale prévue généralement à Noël.
Le tournoi n'avait pas le prestige de la Challenge Cup. Il fut abandonné quand le Rugby à XIII devint un sport d'été.
Le nom Regal Trophy provient du parrainage de fabricant de tabac John Player & Sons.[pas clair]
La compétition s'est également appelée (avant de prendre son nom définitif de Regal Trophy) :
- Player's No.6 Trophy (1971-77)
- John Player Trophy (1977-83)
- John Player Special Trophy (1983-89)

## Palmarès
| Saison                     | Champion             | Score | Finaliste            |
| -------------------------- | -------------------- | ----- | -------------------- |
| Player's No.6 Trophy       |                      |       |                      |
| 1971-72                    | Halifax              | 22-11 | Wakefield Trinity    |
| 1972-73                    | Leeds                | 12-7  | Salford              |
| 1973-74                    | Warrington           | 27-16 | Rochdale Hornets     |
| 1974-75                    | Bradford Northern    | 3-2   | Widnes               |
| 1975-76                    | Widnes               | 19-13 | Hull                 |
| 1976-77                    | Castleford           | 25-15 | Blackpool Borough    |
| John Player Trophy         |                      |       |                      |
| 1977-78                    | Warrington           | 9-4   | Widnes               |
| 1978-79                    | Widnes               | 16-4  | Warrington           |
| 1979-80                    | Bradford Northern    | 6-0   | Widnes               |
| 1980-81                    | Warrington           | 12-5  | Barrow               |
| 1981-82                    | Hull                 | 12-4  | Hull Kingston Rovers |
| 1982-83                    | Wigan                | 15-4  | Leeds                |
| John Player Special Trophy |                      |       |                      |
| 1983-84                    | Leeds                | 18-10 | Widnes               |
| 1984-85                    | Hull Kingston Rovers | 12-0  | Hull                 |
| 1985-86                    | Wigan                | 11-8  | Hull Kingston Rovers |
| 1986-87                    | Wigan                | 18-4  | Warrington           |
| 1987-88                    | St Helens            | 15-14 | Leeds                |
| 1988-89                    | Wigan                | 12-6  | Widnes               |
| Regal Trophy               |                      |       |                      |
| 1989-90                    | Wigan                | 24-12 | Halifax              |
| 1990-91                    | Warrington           | 12-2  | Bradford Northern    |
| 1991-92                    | Widnes               | 24-0  | Leeds                |
| 1992-93                    | Wigan                | 15-8  | Bradford Northern    |
| 1993-94                    | Castleford           | 33-2  | Wigan                |
| 1994-95                    | Wigan                | 40-10 | Warrington           |
| 1995-96                    | Wigan                | 25-16 | St Helens            |